# Danh sách vườn quốc gia tại Phần Lan
Có 37 vườn quốc gia ở Phần Lan. Gần như tất cả đều được quản lý bởi Metsähallitus, cơ quan quản lý Vườn quốc gia của Phần Lan. Ngoại trừ Vườn quốc gia Koli do Viện Lâm nghiệp Phần Lan chịu trách nhiệm. Tổng cộng diện tích của các quốc gia là 8.873 km vuông (3.426 sq mi) - chiếm 2,7% tổng diện tích đất nước Phần Lan. Tổng cộng có 1,7 triệu du khách đến thăm các vườn quốc gia trong năm 2007.
Trong các vườn quốc gia, các hoạt động của khách du lịch bị hạn chế. Thường thì du khách không được phép rời khỏi con đường mòn được làm sẵn. Các lều trại và lửa trại chỉ được phép tại các địa điểm nhất định. Các hồ trong vườn quốc gia thường thì không cho phép du khách bơi, bơi xuồng, thuyền trong lòng hồ và đặc biệt là không được phép đi xe trong vườn quốc gia.
Trong một thông cáo báo chí mới đây vào ngày 27 tháng 2 năm 2013, Bộ Môi trường Phần Lan đang có các kế hoạch thành lập thêm 4 vườn quốc gia mới. Đó là tại các khu vực Teijo tại Salo ở phía tây nam Phần Lan; xung quanh hồ phía Nam Konnevesi trong khu vực các hồ ở trung tâm Phần Lan và Bắc Savo; vùng đất ngập nước Olvassuo ở miền Bắc Ostrobothnia và Kainuu (phía đông trung tâm Phần Lan) và trong Khu vực Fjell gần Käsivarsi-Wildnisgebiets ở Lapland..

## Xem thêm

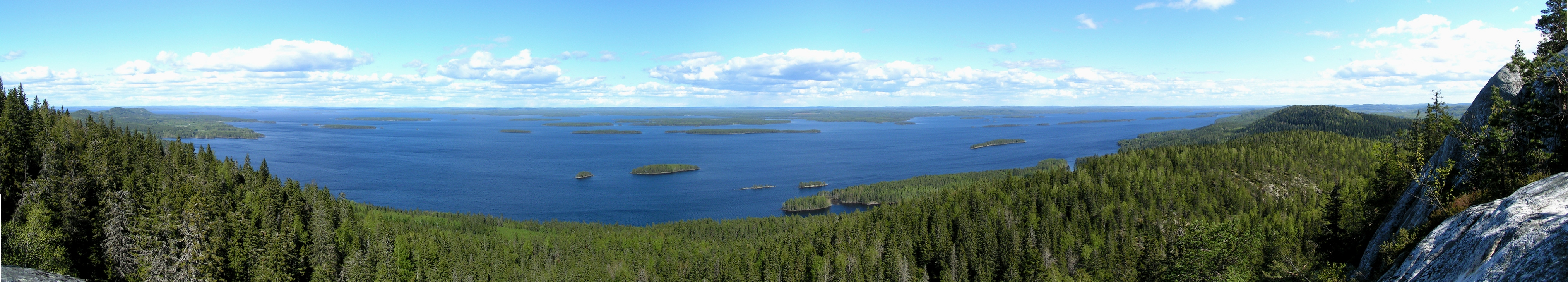
Hồ Pielinen quan sát từ một ngọn đồi trong Vườn quốc gia Koli.

## Danh sách
| Vườn quốc gia          | Hình ảnh | Vùng                                    | Diện tích đất (km²) | Thành lập | Tọa độ                                        |
| ---------------------- | -------- | --------------------------------------- | ------------------- | --------- | --------------------------------------------- |
| Quần đảo Tây Nam       |          | Tây nam Phần Lan                        | 500                 | 1982      | 59°54′53″B 21°52′39″Đ / 59,91472°B 21,8775°Đ  |
| Biển Bothnian          |          | Satakunta, Tây nam Phần Lan             |                     | 2011      |                                               |
| Đông Vịnh Phần Lan     |          | Kymenlaakso                             | 6,7                 | 1982      | 60°17′5″B 27°16′26″Đ / 60,28472°B 27,27389°Đ  |
| Quần đảo Ekenäs        |          | Uusimaa                                 | 52                  | 1989      | 59°49′22″B 23°27′15″Đ / 59,82278°B 23,45417°Đ |
| Helvetinjärvi          |          | Pirkanmaa                               | 49,8                | 1982      | 62°2′B 23°51′Đ / 62,033°B 23,85°Đ             |
| Hiidenportti           |          | Kainuu                                  | 45                  | 1982      | 63°52′22″B 29°3′31″Đ / 63,87278°B 29,05861°Đ  |
| Isojärvi               |          | Trung tâm Phần Lan                      | 19                  | 1982      | 61°41′54″B 25°0′39″Đ / 61,69833°B 25,01083°Đ  |
| Kauhaneva-Pohjankangas |          | Nam Ostrobothnia / Satakunta            | 57                  | 1982      | 62°10′45″B 22°24′23″Đ / 62,17917°B 22,40639°Đ |
| Koli                   |          | Bắc Karelia                             | 30                  | 1991      | 63°3′27″B 29°53′14″Đ / 63,0575°B 29,88722°Đ   |
| Kolovesi               |          | Nam Savonia                             | 23                  | 1990      | 62°15′27″B 28°49′0″Đ / 62,2575°B 28,81667°Đ   |
| Kurjenrahka            |          | Phía Nam Phần Lan                       | 29                  | 1998      | 60°43′14″B 22°23′1″Đ / 60,72056°B 22,38361°Đ  |
| Lauhanvuori            |          | Nam Ostrobothnia                        | 53                  | 1982      | 62°09′7″B 22°10′30″Đ / 62,15194°B 22,175°Đ    |
| Leivonmäki             |          | Central Finland                         | 29                  | 2003      | 61°56′B 26°2′Đ / 61,933°B 26,033°Đ            |
| Lemmenjoki             |          | Lapland                                 | 2.850               | 1956      | 68°30′B 25°30′Đ / 68,5°B 25,5°Đ               |
| Liesjärvi              |          | Tavastia Proper                         | 22                  | 1956      | 60°40′50″B 23°51′30″Đ / 60,68056°B 23,85833°Đ |
| Linnansaari            |          | Nam Savonia / Bắc Savonia               | 38                  | 1956      | 62°6′38″B 28°30′34″Đ / 62,11056°B 28,50944°Đ  |
| Nuuksio                |          | Uusimaa                                 | 45                  | 1994      | 60°18′27″B 24°29′57″Đ / 60,3075°B 24,49917°Đ  |
| Oulanka                |          | Bắc Ostrobothnia / Lapland              | 270                 | 1956      | 66°22′32″B 29°20′19″Đ / 66,37556°B 29,33861°Đ |
| Päijänne               |          | Päijänne Tavastia                       | 14                  | 1993      | 61°23′12″B 25°23′36″Đ / 61,38667°B 25,39333°Đ |
| Pallas-Yllästunturi    |          | Lapland                                 | 1.020               | 2005      | 68°9′32″B 24°2′25″Đ / 68,15889°B 24,04028°Đ   |
| Patvinsuo              |          | Bắc Karelia                             | 105                 | 1982      | 63°6′41″B 30°42′16″Đ / 63,11139°B 30,70444°Đ  |
| Perämeri               |          | Lapland                                 | 2,5                 | 1991      | 65°37′22″B 24°19′10″Đ / 65,62278°B 24,31944°Đ |
| Petkeljärvi            |          | North Karelia                           | 6                   | 1956      | 62°35′B 31°11′Đ / 62,583°B 31,183°Đ           |
| Puurijärvi-Isosuo      |          | Pirkanmaa / Satakunta                   | 27                  | 1993      | 61°14′57″B 22°34′1″Đ / 61,24917°B 22,56694°Đ  |
| Pyhä-Häkki             |          | Trung tâm Phần Lan                      | 13                  | 1956      | 62°50′44″B 25°28′21″Đ / 62,84556°B 25,4725°Đ  |
| Pyhä-Luosto            |          | Lapland                                 | 142                 | 2005      | 67°3′59″B 26°58′25″Đ / 67,06639°B 26,97361°Đ  |
| Repovesi               |          | Kymenlaakso / Nam Savonia               | 15                  | 2003      | 61°11′B 26°53′Đ / 61,183°B 26,883°Đ           |
| Riisitunturi           |          | Lapland                                 | 77                  | 1982      | 66°14′B 28°30′Đ / 66,233°B 28,5°Đ             |
| Rokua                  |          | Northern Ostrobothnia / Kainuu          | 4,3                 | 1956      | 64°33′22″B 26°30′36″Đ / 64,55611°B 26,51°Đ    |
| Salamajärvi            |          | Trung Ostrobothnia / Trung tâm Phần Lan | 62                  | 1982      | 63°16′B 24°45′Đ / 63,267°B 24,75°Đ            |
| Seitseminen            |          | Pirkanmaa                               | 45,5                | 1982      | 61°56′B 23°26′Đ / 61,933°B 23,433°Đ           |
| Sipoonkorpi            |          | Uusimaa                                 | 18,6                | 2011      | 60°18′54″B 25°13′8″Đ / 60,315°B 25,21889°Đ    |
| Syöte                  |          | Bắc Ostrobothnia / Lapland              | 299                 | 2000      | 65°44′51″B 27°54′43″Đ / 65,7475°B 27,91194°Đ  |
| Tiilikkajärvi          |          | Bắc Savonia / Kainuu                    | 34                  | 1982      | 63°40′B 28°18′Đ / 63,667°B 28,3°Đ             |
| Torronsuo              |          | Tavastia Proper                         | 25,5                | 1990      | 60°44′B 23°37′Đ / 60,733°B 23,617°Đ           |
| Urho Kekkonen          |          | Lapland                                 | 2.550               | 1983      | 68°13′5″B 28°8′25″Đ / 68,21806°B 28,14028°Đ   |
| Valkmusa               |          | Kymenlaakso                             | 17                  | 1996      | 60°34′B 26°44′Đ / 60,567°B 26,733°Đ           |